# Mad Sin
Mad Sin é uma banda alemã de psychobilly fundada em 1987.

## Historia
Fundada em 1987 por Köfte, que tinha acabado de sair do colégio, pelo guitarrista de punk rock Stein e pelo recém formado baixista Holly, a banda Mad Sin se firmou pela ajuda de amigos dos integrantes, que organizavam show em bares obscuros de Berlim. A banda, recém formada, tocava rockabilly, country e blues em bares e lojas de Belim para ganharem dinheiro dos turistas.

## Projetos paralelos
Köfte Formou um projeto de sucesso chamado Dead Kings com os membros do Bratmobile, Nekromantix, Klingonz e Milwaukee Wildmen. Stein formou o United Swindlers com membros das bandas Frantic Flintstones e Ripmen. Peter Sandorff é mambro da banda de psychobilly Hola Ghost.
Valle, Tex Morton e Andy Laaf são o "Trio de Berlim" do projeto Chip Hanna & The Berlin Three which Chip iniciado em 2006.

## Membros

### Atuais
- Koefte Deville (Nome Real: Mourad Calvies) - vocais
- Valle - baixo acústico e vocalização
- Matt Miller - guitarra
- Stein "Dr. Solido"(Nome Real: Thorsten Hunaeus) - guitarra
- Andy Laaf - bateria
- Hellvis - vocalização e "Firespiting" (técnica de cospir fogo)

### Ex-membros
- Tommy Gun - bateria
- Micha - bateria
- Nick 13 - vocais
- Patrica Day - vocais
- Lars Frederiksen - vocais

## Álbuns
- Chills and Thrills in a Drama of Mad Sin and Mystery (1988)
- Distorted Dimensions (1990)
- Amphigory (1991)
- Break the Rules (1992)
- A Ticket into Underworld (1993)
- God save the Sin (1996)
- Sweet & Innocent?... Loud & Dirty! (1998)
- Survival Of The Sickest (2002)
- Dead Moon's Calling (2005)
- 20 Years of Sin Sin (2007)